# Isla del Rey (Panamá)
La isla del Rey es una isla panameña situada en el golfo de Panamá. Es la mayor isla del archipiélago de las Perlas y también la segunda más grande de Panamá, después de Coiba. Existen numerosas poblaciones en la isla; la más importante de ellas es San Miguel. 
El primer europeo en avistar la isla del Rey fue el español Vasco Núñez de Balboa, en octubre de 1513, en su primera expedición al océano Pacífico. Solo pudo verla desde la distancia, ya que el mal tiempo impidió que se tocara tierra con las canoas. El conquistador castellano le dio el nombre de isla Rica. Su nombre actual probablemente se refiere a Cristo Rey más que a cualquier rey concreto.
El pueblo terarequí que habitaba el archipiélago vivía en esta isla antes de la llegada de los españoles.